# جائزة موناكو الكبرى 2010
جائزة موناكو الكبرى 2010 هو سباق فورمولا 1 أقيم بتاريخ 16 مايو 2010 في حلبة موناكو. كان السادس من أصل 19 في بطولة العالم لسباقات الفورمولا واحد موسم 2010. حلّ الأسترالي مارك ويبر أولا بينما جاء الألماني سباستيان فيتل في المركز الثاني وحصل على المركز الثالث البولندي روبرت كوبيتسا.